# SIKART Lexikon zur Kunst in der Schweiz
SIKART Lexikon zur Kunst in der Schweiz ist ein Lexikon des Schweizerischen Instituts für Kunstwissenschaft (SIK-ISEA) zur historischen und zeitgenössischen Kunst in der Schweiz. Das redaktionell betreute Lexikon bietet kombinierte Abfragemöglichkeiten zu Künstlern, Werken, Ausstellungen, Literatur, Auszeichnungen und Dokumenten. Es umfasst über 16'000 Einträge zu aktuellen und historischen Kunstschaffenden, darunter rund 1600 ausführliche biografische Artikel.

## Organisation
SIKART bietet Informationen zu Künstlerinnen und Künstlern im Bereich der bildenden Kunst: biografische Grunddaten mit Angaben zu Tätigkeitsbereichen sowie Ausstellungen, Literatur und Auszeichnungen. Ausgewählte Einträge beinhalten einen Artikel mit biografischen Ausführungen, einer Werkwürdigung und einer Bildauswahl. SIKART umfasst über 17'000 Personeneinträge, rund 1'900 ausführliche monografische Lexikonartikel und knapp 40 Themenartikel zur Schweizer Kunstgeschichte.
Neben neuen Personeneinträgen mit einem Grundeintrag werden unter der Leitung der wissenschaftlichen SIKART-Redaktion fortlaufend neue Artikel zahlreicher Fachpersonen publiziert. Bei zeitgenössischen Kunstschaffenden ist die Rezeption im Kunstbetrieb entscheidend für die Vergabe eines Artikels, bei historischen Künstlerinnen und Künstlern sind neue Forschungsergebnisse ausschlaggebend. Die Vergabe von Lexikonartikeln erfolgt nach eingehender Evaluation anhand objektiver Kriterien zur öffentlichen Rezeption: Publikationen, Ausstellungsbeteiligungen, Stipendien und Auszeichnungen sowie institutionelle Sammlungsankäufe.

## Geschichte
Das erste vom Schweizerischen Institut für Kunstwissenschaft herausgegebene Künstlerlexikon erschien 1981 unter dem Titel Lexikon der zeitgenössischen Schweizer Künstler. 1991 publizierte SIK-ISEA seine erste vollständig computergestützt produzierte Publikation: Das Künstlerverzeichnis der Schweiz 1980–1990 (KVS). Daraus entwickelte sich das zweibändige Biografische Lexikon der Schweizer Kunst (BLSK), das 1998 erschien. Dieses Standardwerk enthält über 12'000 Kurzeinträge zu Kunstschaffenden und zirka 1'100 ausführliche Artikel mit einer Werkabbildung und weiterführenden Literaturangaben. Das BLSK war sowohl konzeptionell als auch inhaltlich die Vorlage für SIKART.
SIKART Lexikon zur Kunst in der Schweiz ging im Februar 2006 online. Die Benutzeroberfläche wurde im darauffolgenden Jahrzehnt mit kleinen Neuerungen immer wieder leicht angepasst. Nach umfangreichen Vorarbeiten zur neuen Datenmodellierung der gesamten Online-Bestände nach CIDOC CRM erlebte SIKART 2021 einen Relaunch und ist seit 2023 Teil des Rechercheportals von SIK-ISEA.

## Sprachversionen
Mit Sitz in Zürich, Lausanne und Lugano basiert SIKART auf dem Territorialitätsprinzip, wobei die Sprachregion, in der die Kunstschaffenden leben und tätig sind respektive gelebt haben und tätig waren, entscheidend ist. Neben den Artikeln auf Deutsch, Französisch und Italienisch sind ausgewählte Inhalte zudem auf Englisch verfügbar.

## Kritik
Von 2006 bis März 2023 waren alle Lexikoneinträge in ein fünfstufiges Punktesystem eingeteilt, das die öffentliche Rezeption der Kunstschaffenden spiegelte («Bearbeitungstiefen»). Mit dem Verzicht auf die Angabe der Bearbeitungstiefen reagierte die Redaktion auf den Umstand, dass diese Visualisierung der Rezeption wiederholt als redaktionelles «Rating» missverstanden wurden.

## Gedruckte Ausgaben
- Schweizerisches Institut für Kunstwissenschaft (Hrsg.): Biografisches Lexikon der Schweizer Kunst, unter Einschluss des Fürstentums Liechtenstein. Dictionnaire biographique de l’art suisse, Principauté du Liechtenstein incluse. Dizionario biografico dell’arte svizzera, Principato del Liechtenstein incluso, 2 Bände + CD Rom, Zürich: SIK-ISEA / Zürich: Verlag Neue Zürcher Zeitung, 1998, ISBN 3-85823-673-X
- Schweizerisches Institut für Kunstwissenschaft (Hrsg.): Künstlerverzeichnis der Schweiz, 1980–1990: unter Einschluss des Fürstentums Liechtenstein. Répertoire des artistes suisses, 1980–1990 : la Principauté du Liechtenstein inclus. Dizionario degli artisti svizzeri, 1980–1990: incluso il Principato di Liechtenstein, Zürich: SIK-ISEA / Frauenfeld: Huber, 1991, ISBN 3-7193-1045-0
- Schweizerisches Institut für Kunstwissenschaft (Hrsg.): Lexikon der zeitgenössischen Schweizer Künstler. Dictionnaire des artistes suisses contemporains. Catalogo degli artisti svizzeri contemporanei, Zürich: SIK-ISEA / Frauenfeld: Huber, 1981, ISBN 3-7193-0765-4